# 富尔什
富尔什（法語：Fourches，法語發音：[fuʁʃ] ⓘ）是法国卡尔瓦多斯省的一个市镇，属于卡昂区。

## 地理
富尔什（48°51'40"N, 0°4'47"W）面积4.78 平方千米，位于法国诺曼底大区卡爾瓦多斯省，该省份为法国西北部沿海省份，北濒大西洋英吉利海峡，东北与滨海塞纳省以海上边界相接，东临厄尔省，南至奧恩省，西与芒什省接壤。
与富尔什接壤的市镇（或旧市镇、城区）包括：克罗西、佩尔特维尔内尔、维尼亚、梅里。

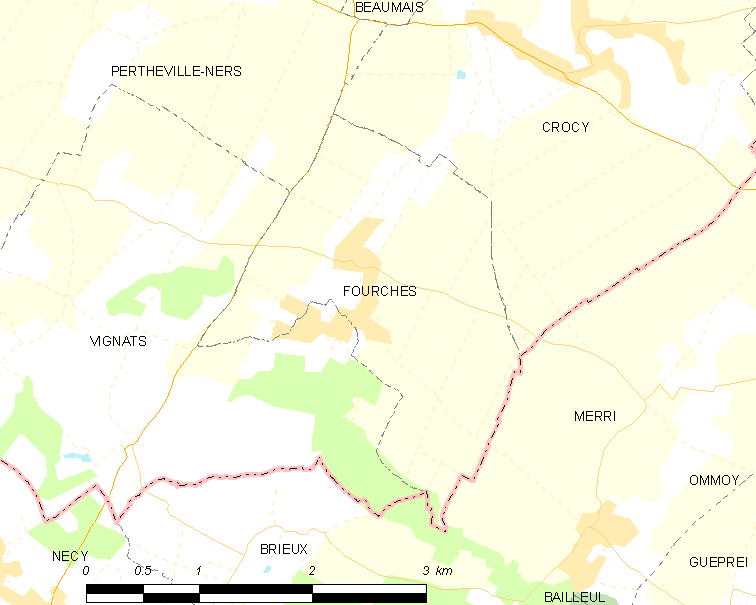
富尔什的OSM定位图

富尔什的时区为UTC+01:00、UTC+02:00（夏令时）。

## 行政
富尔什的邮政编码为14620，INSEE市镇编码为14283。

## 政治
富尔什所属的省级选区为法莱斯县。

## 人口

1962-2008年间富尔什人口变化图示

富尔什于2022年1月1日时的人口数量为217人。